# Infrared Processing and Analysis Center
Pour l’article ayant un titre homophone, voir iPAQ (Compaq).
L'Infrared Processing and Analysis Center (IPAC) est un organisme de la NASA responsable du traitement des données recueillies par les télescopes spatiaux effectuant leur observation dans l'infrarouge gérés par l'agence spatiale américaine. Il est situé sur le campus du California Institute of Technology (Caltech) à Pasadena (Californie).

## Historique
IPAC est créé en 1986 pour traiter les données du télescope spatial infrarouge américano-européen Infrared Astronomical Satellite (IRAS). IRAS a effectué un relevé astronomique de l'ensemble du ciel dans les longueurs d'onde 12, 25, 60 et 100 micromètres (µm) au cours de l'année 1983. À la fin de la mission, IPAC crée le Infrared Science Archive (en) (IRSA) pour mettre à disposition les données recueillies. Par la suite, la NASA sélectionne le centre pour prendre en charge le traitement et la distribution des données aux Etats-Unis des données du télescope infrarouge européen Infrared Space Observatory (ISO).
Lorsque ISO cesse ses opérations en 1998, IPAC est choisi comme centre scientifique du télescope spatial  Space Infrared Telescope Facility (SIRTF), renommé par la suite Spitzer. IPAC est également le centre de traitement principal de plusieurs autres missions spatiales infrarouges, dont Wide-field Infrared Explorer (WIRE) et Midcourse Space Experiment (MSX). IPAC étend  son champ d'action à des observatoires terrestres comme le Two-Micron All-Sky Survey (2MASS).
En 1999, IPAC crée un centre scientifique, le Michelson Science Center (MSC), nommé en l'honneur de Albert A. Michelson. Plus tard, en 2008, le MSC est renommé NASA Exoplanet Science Institute (NExScI). De nos jours, l'IPAC intègre plusieurs centres tels le Spitzer Science Center (en), le NASA Exoplanet Science Institute et le NASA Herschel Science Center. Il participe également au Virtual Astronomical Observatory (en) (VAO).